# The Paris Review
The Paris Review est une revue littéraire trimestrielle anglophone fondée en 1953 à Paris par Harold L. Humes, Peter Matthiessen et George Plimpton. Installée à New York depuis 1973, elle est depuis devenue l'une des plus influentes publications dans le monde des écrivains émergents ou reconnus.

## Histoire
Le premier numéro de The Paris Review est publié à Paris au printemps 1953 par la maison d'édition La Table ronde, qui, sous la houlette de Roland Laudenbach, en assure la diffusion : un triple prix est indiqué sur la couverture soit 200 francs, 75 cents et 4 shillings. La marque graphique, un aigle aux ailes déployées coiffé d'un bonnet phrygien et enserrant un stylo, est l'œuvre de l'écrivain William Pène du Bois, qui est aussi l'un des membres fondateurs du périodique. C'est le prince Sadruddin Aga Khan qui en finance le lancement.
L'équipe fondatrice comprend Harold L. Humes, Peter Matthiessen, Georges Plimpton, William Pène du Bois, Thomas Guinzburg (en) et John P. C. Train.
Au sommaire de ce numéro inaugural, l'on trouve, après une préface signée William Styron, des textes de E. M. Forster et Henry de Montherlant, des illustrations de Tom Keogh, des nouvelles et des poèmes.
Humes en est le directeur de publication depuis l'origine jusqu'à sa mort en 2003. 
Au cours des cinq premières années, The Paris Review publie les travaux de Jack Kerouac, Philip Larkin, V. S. Naipaul, Philip Roth, Adrienne Rich, Italo Calvino, Samuel Beckett, Nadine Gordimer, Jean Genet et Robert Bly.  
En 1973, cette revue déménage à New York. Le tirage du magazine est de 9 700 exemplaires en 1989. En 2022, Emily Stokes  en devient rédacteur en chef.

## Contenu
Ce magazine littéraire publie, d'auteurs reconnus ou émergents, des textes d’opinion, des essais, de la fiction et de la poésie, ainsi que des entretiens avec des auteurs, devenant le « confessionnal canonique des grands écrivains ».